# Agroecologie
Agroecologia este agricultura făcută în concordanță și cu respectarea normelor și legilor ecologice. Agroecologie sau agricultura care protejează mediul de viață al tuturor viețuitoarelor aflate în scoarța terestră la suprafața solului și în ape.

## Legături externe
- „agroecologie” la DEX online